# Les Multoches
Les Multoches ! est une série télévisée d'animation française en 52 épisodes de 3 minutes 30, diffusée à partir du 11 octobre 1995 sur Canal+.

## Synopsis
Cette série introduit les mathématiques auprès des enfants. Les Multoches sont des personnages en forme de chiffres de 0 à 9 qui s'amusent avec les additions, les divisions, les soustractions ou les multiplications.

## Fiche technique
- Titre original : Les Multoches !
- Idée originale : Bernard Betrémieux
- Réalisation : Luc Vinciguerra
- Musiques : Didier Riey
- Scénarios : Bernard Betrémieux, Jean-Claude Prisca
- Origine :  France
- Maisons de production : France 2 et B. Productions en association avec Canal+, Je. Tu. Il. et Les Cartooneurs Associés.

## Voix françaises
- Benjamin Sacks

## Épisodes
1. La grande parade
2. La famille
3. Les mathémagiciens
4. La grande horloge
5. La grande querelle
6. La bataille
7. Le thermomètre
8. La cour de récréation
9. La retenue
10. La demande en mariage
11. Les notes à l'école
12. Le rêve du petit 0
13. Le concours d'architecte
14. Le départ du 100 mètres
15. La nouvelle année
16. Les jeux dangereux
17. La distribution des résultats
18. L'anniversaire
19. Un centre de cure
20. La petite virgule
21. Le rapt du 0
22. Les coriaces
23. Le cirque
24. Solidarité avec les 0
25. Le centre de recherche
26. Le cinéma
27. La zut
28. Le faux départ
29. Le premier mercredi des zéros
30. Le poème des zéros
31. La gomme
32. Le rallye
33. La musique
34. La grève
35. Les signes
36. L'arrivée des Multoches
37. L'usine à solution
38. C'est pas les vacances
39. La dure vie des 1
40. Quand le commissaire s'enrhume
41. La boîte à infos
42. Le centre des zéros
43. La dépression du général Romain
44. Un match pas si nul
45. Les Multoches à la maison
46. La discothèque
47. La règle et le crayon
48. L'enquête
49. C'est Noël
50. La fièvre
51. Le calendrier
52. Retour de l'infini